# Deutsche Poolbillard-Meisterschaft 2006 (Ladies)
Die Deutsche Poolbillard-Meisterschaft 2006 war die sechste Austragung zur Ermittlung der nationalen Meistertitel der Ladies (Ü-40-Seniorinnen) in der Billardvariante Poolbillard. Sie wurde im Rahmen der Deutschen Billard-Meisterschaft in der Wandelhalle in Bad Wildungen ausgetragen.
Es wurden die Deutschen Meisterinnen in den Disziplinen 14/1 endlos, 8-Ball, 9-Ball und 8-Ball-Pokal ermittelt.

## Medaillengewinner
| Disziplin    | Gold                                   | Silber                                        | Bronze                                 | Bronze                                        |
| ------------ | -------------------------------------- | --------------------------------------------- | -------------------------------------- | --------------------------------------------- |
| 14/1 endlos  | Karin Bogs (BF Duisburg 02)            | Petra Sannwald (PB Feuerbach)                 | Klara Lensing (PBC Kelze Ente)         | Petra Hoffmann (Cinema BillardClub Wuppertal) |
| 8-Ball       | Brigitte Ganze (PBC Schwarze 8 Berlin) | Petra Hoffmann (Cinema BillardClub Wuppertal) | Klara Lensing (PBC Kelze Ente)         | Silvia Althaus (1. PBC Karben)                |
| 9-Ball       | Klara Lensing (PBC Kelze Ente)         | Karin Bogs (BF Duisburg 02)                   | Doris Raffel (BF Duisburg 02)          | Illa Weberstetter (BSC Ingolstadt)            |
| 8-Ball-Pokal | Petra Sannwald (PB Feuerbach)          | Petra Hoffmann (Cinema BillardClub Wuppertal) | Brigitte Ganze (PBC Schwarze 8 Berlin) | Karin Bogs (BF Duisburg 02)                   |

## Wettbewerbe

### 14/1 endlos
| Platz | Spieler            | Verein                       |
| ----- | ------------------ | ---------------------------- |
| 1     | Karin Bogs         | BF Duisburg 02               |
| 2     | Petra Sannwald     | PB Feuerbach                 |
| 3     | Klara Lensing      | PBC Kelze Ente               |
| 3     | Petra Hoffmann     | Cinema BillardClub Wuppertal |
| 5     | Brigitte Ganze     | PBC Schwarze 8 Berlin        |
| 5     | Cornelia Pauritsch | PBC Hellweg                  |
| 7     | Illa Weberstetter  | BSC Ingolstadt               |
| 7     | Claudia König      | BC Colours Benrath           |
| 9     | Gabriele Berg      | SC Dingolfing                |
| 9     | Doris Raffel       | BF Duisburg 02               |
| 9     | Corina Freitag     | PBC Phoenix Büttelborn       |
| 9     | Angelika Weber     | PBC Rot-Gelb Stolberg        |
| 13    | Barbara Schanknat  | PBV Jump Hannover            |
| 13    | Ursula Stüven      | BC Mölln                     |
| 13    | Elisabeth Bins     | BSV Lappentascherhof         |
| 13    | Silvia Althaus     | 1. PBC Karben                |

### 8-Ball
| Platz | Spieler           | Verein                       |
| ----- | ----------------- | ---------------------------- |
| 1     | Brigitte Ganze    | PBC Schwarze 8 Berlin        |
| 2     | Petra Hoffmann    | Cinema BillardClub Wuppertal |
| 3     | Klara Lensing     | PBC Kelze Ente               |
| 3     | Silvia Althaus    | 1. PBC Karben                |
| 5     | Doris Raffel      | BF Duisburg 02               |
| 5     | Illa Weberstetter | BSC Ingolstadt               |
| 7     | Corina Freitag    | PBC Phoenix Büttelborn       |
| 7     | Rosel Kube        | MBC Werdohl                  |
| 9     | Karin Bogs        | BF Duisburg 02               |
| 9     | Gabriele Berg     | SC Dingolfing                |
| 9     | Gudrun Temme      | 1. BC Lauenförde             |
| 9     | Petra Sannwald    | PB Feuerbach                 |
| 13    | Annemarie Stöger  | SC Dingolfing                |
| 13    | Elisabeth Bins    | BSV Lappentascherhof         |
| 13    | Ursula Stüven     | BC Mölln                     |
| 13    | Claudia König     | BC Colours Benrath           |

### 9-Ball
| Platz | Spieler            | Verein                       |
| ----- | ------------------ | ---------------------------- |
| 1     | Klara Lensing      | PBC Kelze Ente               |
| 2     | Karin Bogs         | BF Duisburg 02               |
| 3     | Doris Raffel       | BF Duisburg 02               |
| 3     | Illa Weberstetter  | BSC Ingolstadt               |
| 5     | Petra Hoffmann     | Cinema BillardClub Wuppertal |
| 5     | Cornelia Pauritsch | PBC Hellweg                  |
| 7     | Ursula Jansen      | PBC Joker Geldern            |
| 7     | Silvia Althaus     | 1. PBC Karben                |
| 9     | Barbara Schacknat  | PBV Jump Hannover            |
| 9     | Petra Sannwald     | PB Feuerbach                 |
| 9     | Brigitte Ganze     | PBC Schwarze 8 Berlin        |
| 9     | Juliane Delling    | BC Alsdorf                   |
| 13    | Corina Freitag     | PBC Phoenix Büttelborn       |
| 13    | Rosel Kube         | MBC Werdohl                  |
| 13    | Elisabeth Bins     | BSV Lappentascherhof         |
| 13    | Gabriele Berg      | SC Dingolfing                |